# Marie Terezie z Lichtenštejna
Marie Terezie z Lichtenštejna, případně z Liechtensteinu (německy Maria Theresia von Liechtenstein; 28. prosince 1721 Vídeň[zdroj?] – 19. ledna 1753 Vídeň) byla lichtenštejnská princezna, rakouská šlechtična a sňatkem kněžna ze Schwarzenbergu.

## Život
Narodila se ve Vídni jako dcera panujícího knížete Josefa Jana Adama z Lichtenštejna a jeho manželky, hraběnky Marie Anny, rozené Kotulinské z Křížkovic.[zdroj?] Jejím bratrem byl Jan Nepomuk Karel, pozdější panující kníže z Lichtenštejna.

## Manželství a rodina
.

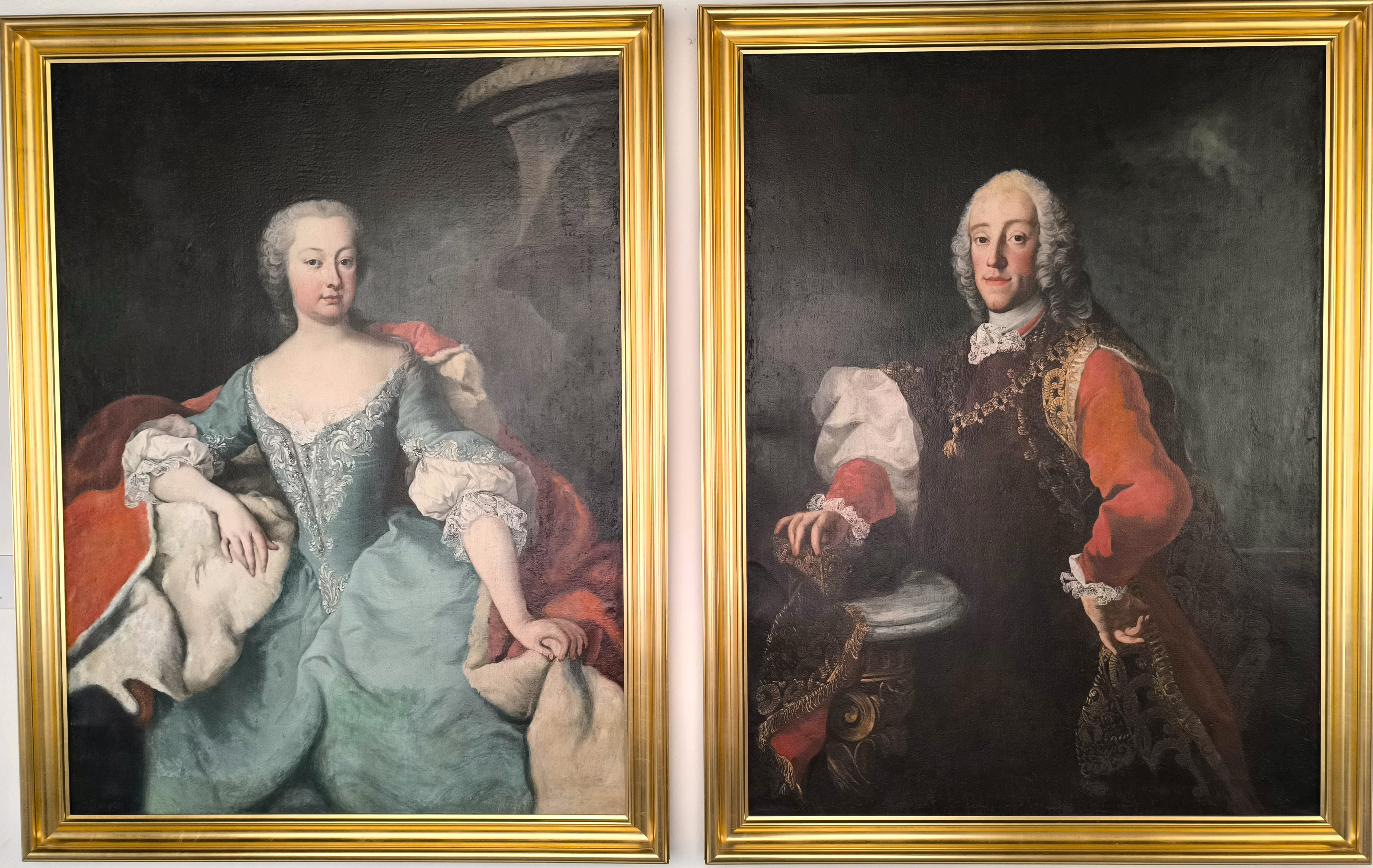
Martin van Meytensː Dvojportrét Marie Terezie a Josefa I. Adama ze Schwarzenbergu, kolem 1750

Dne 22. srpna 1741 se v poutním kostele Panny Marie Bolestné v Bohosudově u Teplic v devatenácti letech provdala za knížete Josefa Adama, vévodu krumlovského a knížete ze Schwarzenbergu (1722–1782), dvořana u císařského dvora ve Vídni. Proto byl také pro jejich protějškové portréty povolán vídeňský dvorní malíř císařovny, Martin van Meytens. Necelý rok po sňatku manželé oslavili narození provorozeného syna v Postoloprtech založením kostela Nanebevzetí Panny Marie.
Podle svědectví současníků bylo manželské soužití nadmíru šťastné a vzešlo z něj 9 dětí. 
Kněžna Marie Terezie zemřela na neštovice ve Vídni dne 19. ledna 1753.

## Děti
- 1. Jan Nepomuk I. (3. 7. 1742 Postoloprty – 5. 11. 1789 Hluboká nad Vltavou), 10. vévoda krumlovský a 5. kníže ze Schwarzenbergu
  - ∞ (14. 7. 1768 Vídeň-Schönbrunn) Marie Eleonora z Oettingen-Wallersteinu (22. 5. 1747 Wallerstein – 25. nebo 28. 12. 1797 Vídeň)
- 2. Marie Anna (6. 1. 1744 Vídeň – 8. 8. 1803 Penzing)
  - ∞ (17. 10. 1764 Vídeň) Ludvík Bedřich hrabě Zinzendorf (23. 9. 1721 – 4. 10. 1780 Vídeň) (1733 – 1804)[zdroj?]
- 3. Josef Václav (26. 3. 1745 Vídeň – 18. 9. 1781 Graz)
- 4. Antonín (11. 4. 1746 Vídeň – 7. 3. 1764 Würzburg)
- 5. Marie Terezie (30. 4. 1747 Vídeň – 21. 1. 1788)
  - ∞ (11. 5. 1722 Vídeň) Zikmund hrabě Goëss (1. 8. 1723 – 15. 7. 1796)
- 6. Marie Eleonora (13. 5. 1748 Vídeň – 3. 5. 1786 Vídeň)
- 7. František Josef (8. 8. 1749 Vídeň – 14. 8. 1750 Český Krumlov)
- 8. Marie Josefa (24. 10. 1751 Vídeň – 7. 4. 1755 Vídeň)
- 9. Marie Ernestina (Arnoštka) (18. 10. 1752 Vídeň – 12. 4. 1801 Vídeň)
  - ∞ (25. 6. 1778) František Xaver z Auerspergu (1755 – 9. 6. 1803 Vídeň)